# アンヘル・ランヘル
アンヘル・ランヘル・サラゴサ（Àngel Rangel Zaragoza（カタルーニャ語発音: [ˈaɲʒəl rəɲˈʒɛl]）、1982年11月28日 - ）は、スペイン・カタルーニャ州タラゴナ県サン・カルラス・デ・ラ・ラーピタ出身のプロサッカー選手。ポジションは、ディフェンダー。

## 経歴
地元クラブのジムナスティック・タラゴナで育成されるが、トップチーム昇格は叶わなず、下位チームを転々とした。
2007年夏、フットボールリーグ1のスウォンジー・シティAFCに移籍。

## タイトル

### クラブ
スウォンジー
- フットボールリーグ1: 2007–08
- フットボールリーグカップ: 2012–13